# Dicladocera hemiptera
Dicladocera hemiptera är en tvåvingeart som först beskrevs av Surcouf 1912.  Dicladocera hemiptera ingår i släktet Dicladocera och familjen bromsar. Inga underarter finns listade i Catalogue of Life.